# 숄더네슈티
숄더네슈티(루마니아어: Șoldănești)는 몰도바의 도시로 숄더네슈티 구의 행정 중심지이며 높이는 151m, 인구는 5,473명(2010년 기준)이다.